# West Dundee
West Dundee est un village du comté de Kane, en Illinois, aux États-Unis. Il est incorporé le 3 juin 1890,. Lors du recensement de 2010, le village comptait une population de 7 331 habitants. Il longe la rivière Fox, d'East Dundee à Carpentersville. 

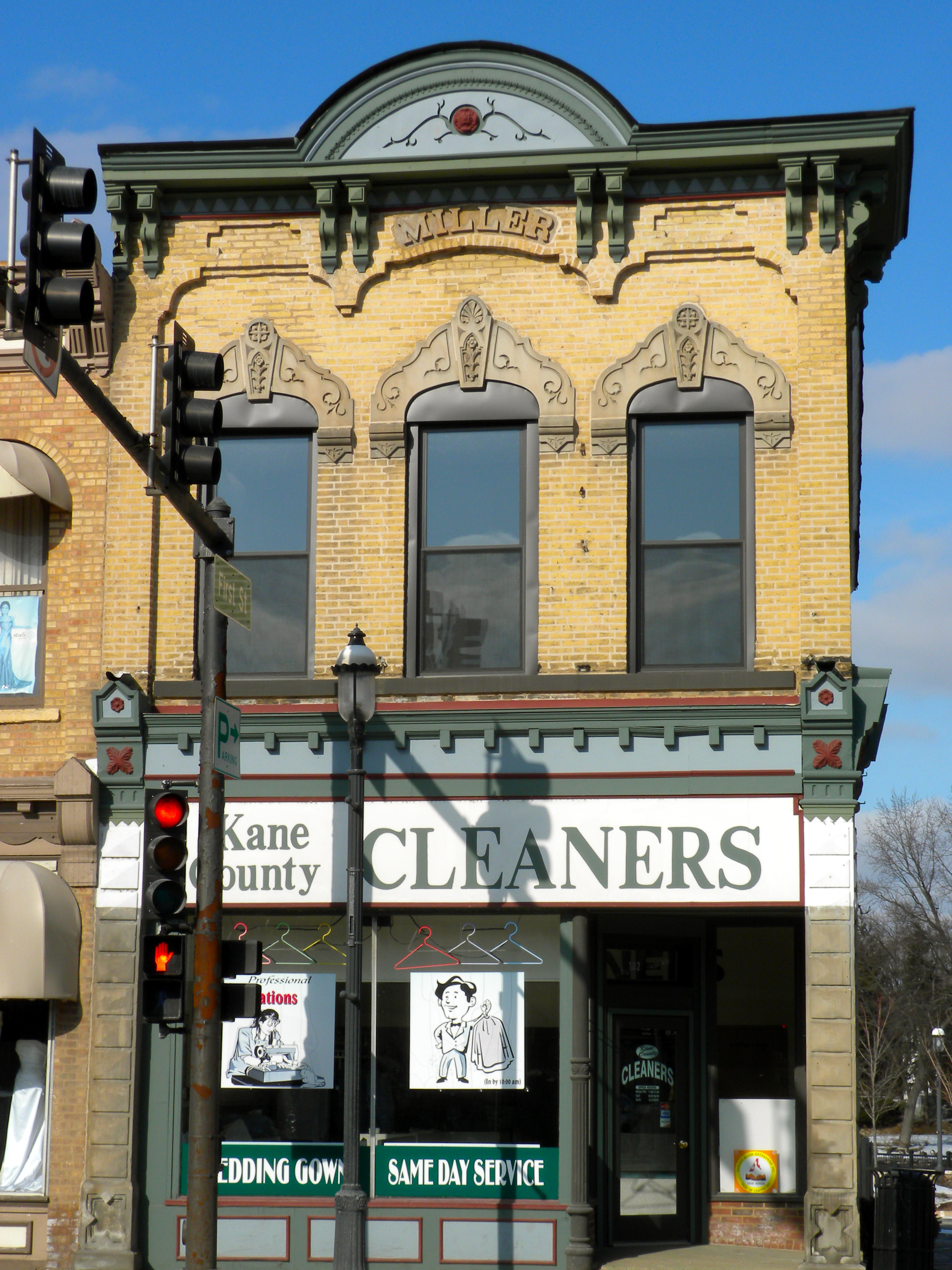
Le bâtiment Miller dans le centre de West Dundee.

## Source de la traduction
- (en) Cet article est partiellement ou en totalité issu de l’article de Wikipédia en anglais intitulé « West Dundee, Illinois » (voir la liste des auteurs).